# Meinerzhagen
Meinerzhagen is een stad en gemeente in de Duitse deelstaat Noordrijn-Westfalen, gelegen in de Märkischer Kreis. De gemeente telt 20.529 inwoners (31 december 2020) op een oppervlakte van 115,19 km².

## Locatie
Meinerzhagen bevindt zich in de heuvels van het Sauerland. Het hoogste punt binnen de stadsgrenzen is de Nordhelle met 663 m. Het laagste punt de dam van de Lister met 319 m. De hier gelegen plaats Hunswinkel is een centrum van watersportactiviteiten. Meinerzhagen heeft een oppervlakte van 115.17 km², waarvan 56% bos is.

## Geschiedenis
Meinerzhagen kreeg stadrechten in 1765 van koning Frederik II van Pruisen, hoewel de stad in 1865 deze rechten opgaf om minder geld uit te geven.
In 1846 werd het Amt Meinerzhagen gevormd, dat uit Meinerzhagen en het stadsdeel Valbert bestaat.
Op 19 september 1964 kreeg Meinerzhagen zijn stadrechten terug.
Bij de hervorming van het district Altena in 1969 werd Meinerzhagen met Valbert verenigd en het Amt Meinerzhagen werd opgelost.

## Partnersteden
Van 1961 tot 2001 was de Nederlandse gemeente IJsselmuiden partnerstad. In 2001 werd IJsselmuiden met Kampen verenigd; Kampen werd de opvolger van IJsselmuiden als partnergemeente.
 Op 12 april 1987 werd het Franse Saint-Cyr-sur-Loire partnergemeente.

## Geboren
- Frank Zabel (1968), componist, muziekpedagoog en pianist

## Afbeeldingen

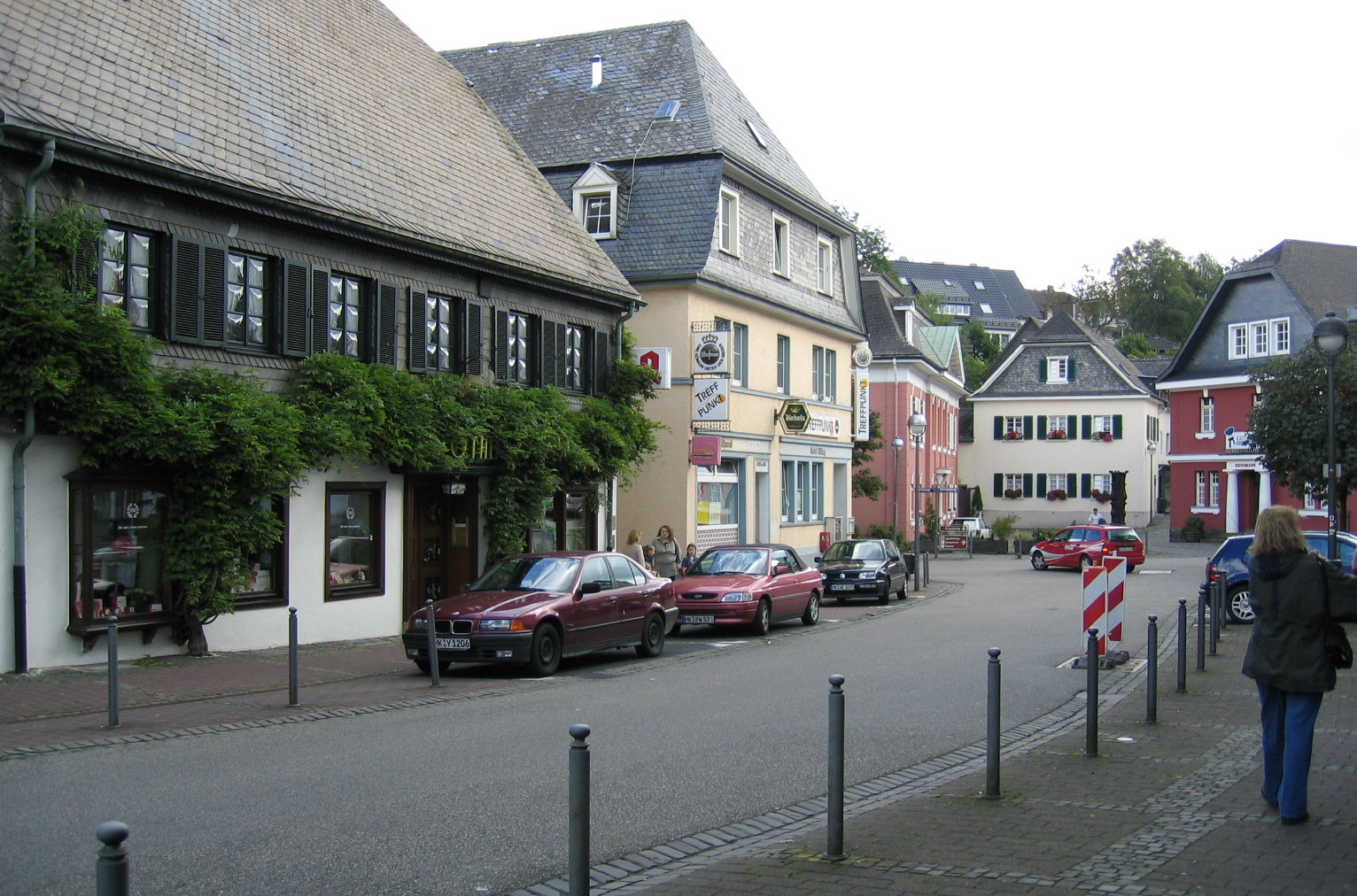
Binnenstad
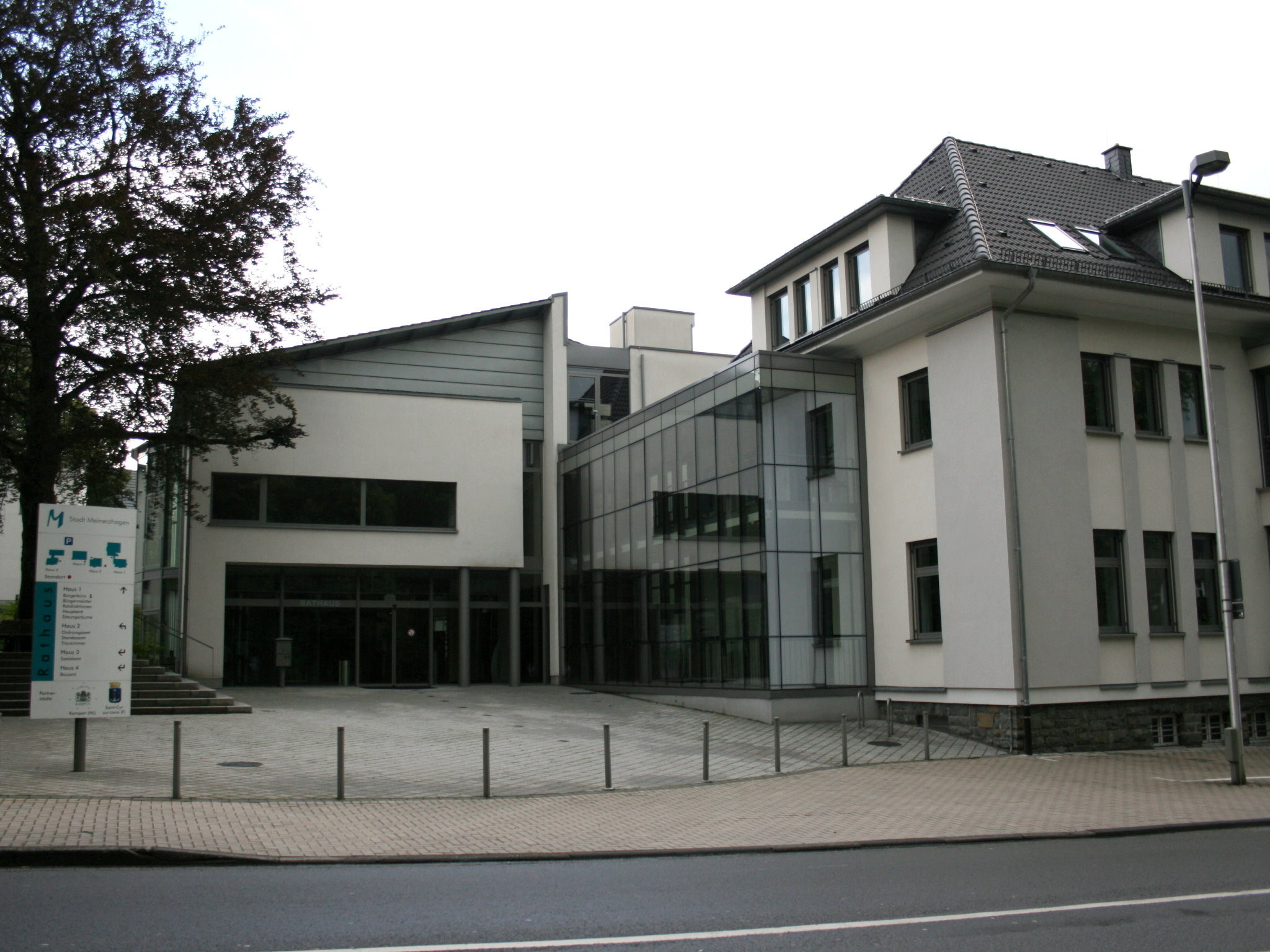
Gemeentehuis
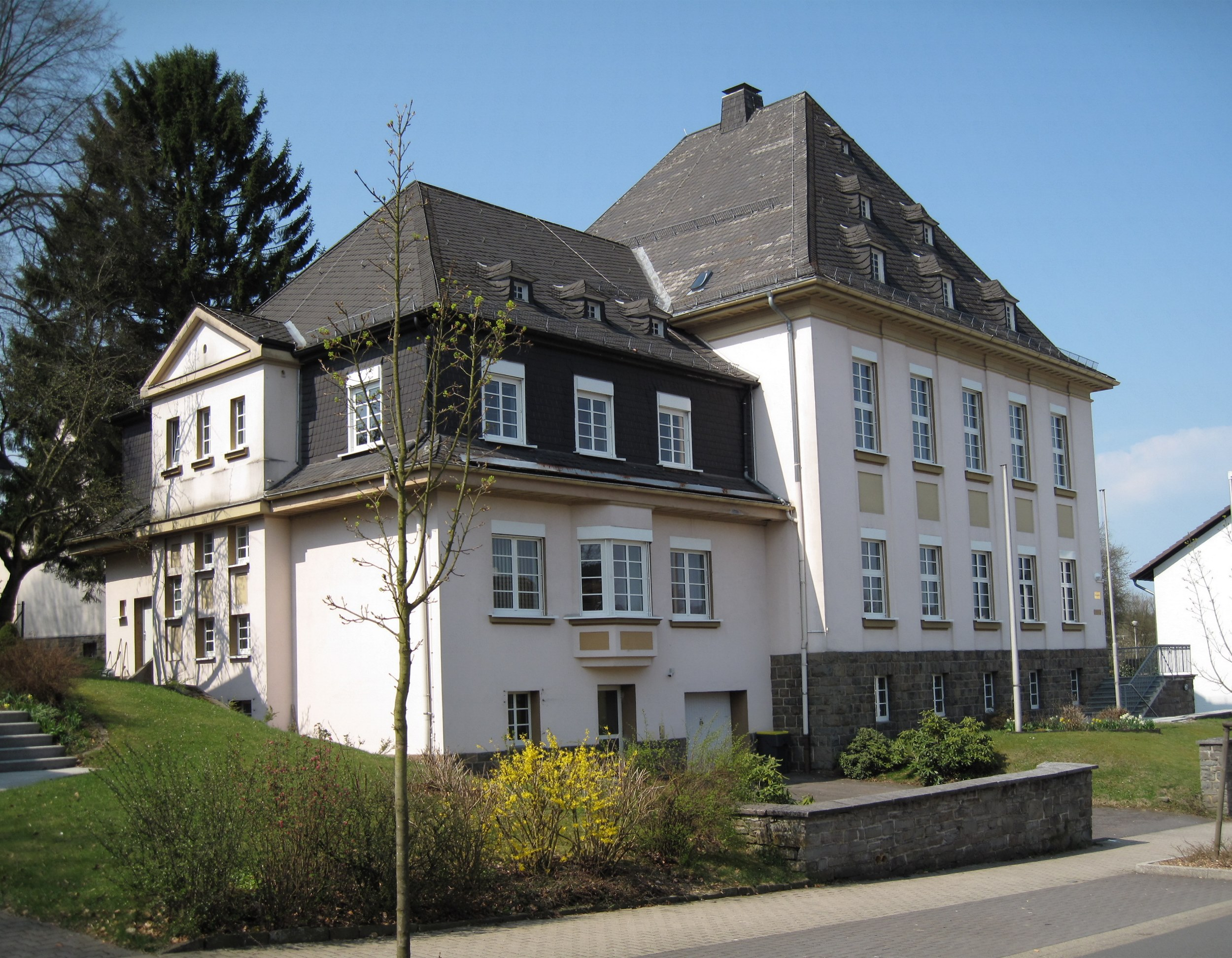
Gerechtsgebouw
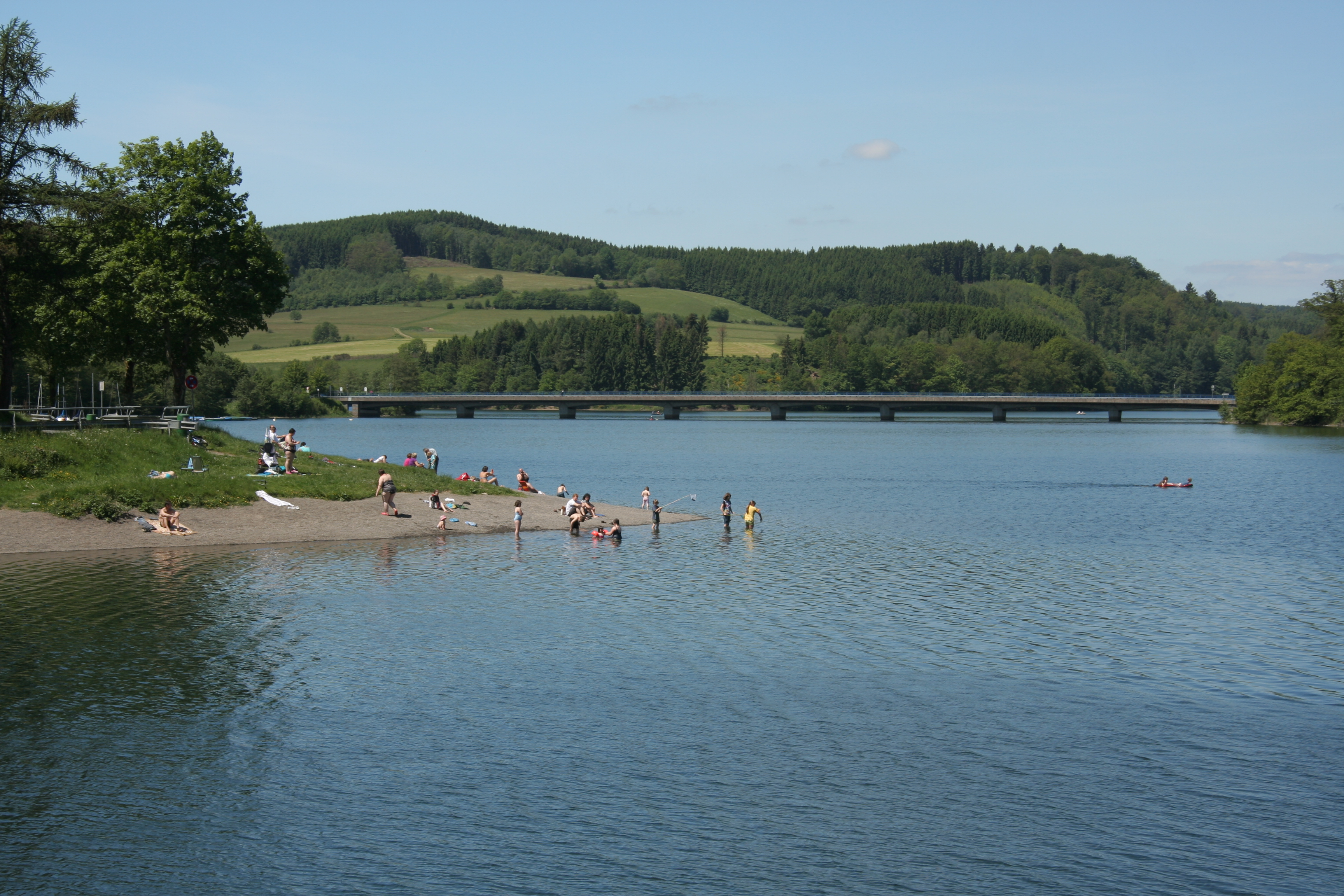
Listertalsperre